# Eva Režnarová
Eva Režnarová (* 12. března 1961 Ostrava) je česká divadelní, filmová a dabingová herečka, pedagožka, členka souboru Divadla na Vinohradech, bývalá hlasatelka České televize a konferenciérka.

## Divadlo
- Divadla Oldřicha Stibora v Olomouci (1984–1987)
- Národní divadlo moravskoslezské v Ostravě (1987–1994)
- Národní divadlo Praha – inscenace Lucerna, souběžně při angažma v ND v Ostravě
- Realistické divadlo – hostování při studiu na DAMU
- Divadla na Vinohradech – od 1994; Brouk v hlavě, Dům čtyř letor…
- Divadlo Komedie (Strašnické divadlo) – Opidus Rex
- Metropolitní divadlo Praha – Pěnička a Paraplíčko
- Letní shakespearovské slavnosti – Veselé paničky windsorské[1]

## Divadelní role (výběr)

### Divadlo na Vinohradech

#### Velká scéna
- 1983 Božena Fixová: Krajnice báječných cest, režie: František Laurin, premiéra (první provedení): 23. února 1983, role: Dívka
- 1994 Gabriela Preissová: Gazdina roba, režie: Zdeněk Kaloč, premiéra: 24. září 1992, role: Eva, krajčířka
- 1994 William Shakespeare: Dva kavalíři z Verony, režie: Jakub Korčák, premiéra: 2. června 1994, role: Luceta
- 1994 Johann Nepomuk Nestroy: Dům čtyř letor, režie: Jiří Menzel, premiéra: 2. prosince 1994, role: Anežka
- 1995 Eugene O'Neill: Smutek sluší Elektře, režie: Jakub Korčák, premiéra: 3. února 1995, role: Lavinie
- 1995 Brian Friel podle Ivana Sergejeviče Turgeněva: Otcové a děti, režie: Jan Burian, česká premiéra: 27. dubna 1995, role: Duňaša
- 1995 Thornton Wilder: Dohazovačka, režie: Jaroslav Dudek, premiéra: 9. října 1990, role: Minnue Fayová
- 1996 John Gay: Žebrácká opera, režie: Jakub Korčák, premiéra: 17. května 1996, role: Dolly Rajdavá
- 1996 Georges Feydeau: Brouk v hlavě, režie: Jiří Menzel, premiéra: 15. listopadu 1996, role: Luiza Homenides de Histangua
- 1997 Molière: Misantrop, režie: Zdeněk Kaloč, premiéra: 19. prosince 1997, role: Marianne
- 1998 Ödön von Horváth: Povídky z Vídeňského lesa, premiéra: 20. února 1998, role: Milostivá paní
- 1998 Karol Sidon: Shapira, režie: Jiří Menzel, premiéra: 4. prosince 1998, role: Hana
- 1999 Josef Čapek – Karel Čapek: Ze života hmyzu, režie: Zdeněk Kaloč, premiéra: 29. 1. 1999, role: Kukla
- 1999 Friedrich Schiller: Valdštejnova smrt, režie: Petr Kracik, premiéra: 12. listopadu 1999, role: Slečna Neubrunnová
- 2000 Gabriel García Márquez – György Schwajda: Sto roků samoty, režie: Petr Novotný, premiéra: 15. prosince 2000, role: Rebeca
- 2001 Friedrich Dürrenmatt podle Williama Shakespeara: Král Jan, režie: Jiří Menzel, premiéra: 30. října 2001, role: Konstance
- 2002 Johann Nepomuk Nestroy: Talisman, režie: Petr Novotný, premiéra: 13. února 2002, role: Flora
- 2002 Jiří Suchý podle Aristofana: Lysistrata, režie: Jiří Menzel, premiéra: 29. května 2002, role: Kleonike
- 2004 Jean Anouilh: Tomáš Becket aneb Čest boží, režie: Jan Novák, premiéra: 7. ledna 2004, role: Královna
- 2006 Anthony Jay – Jonathan Lynn – Kristina Žantovská: Jistě, pane ministře, premiéra (první provedení): 15. února 2006, role: Barbra Pritchardová
- 2007 Oscar Wilde: Ideální manžel, režie: Jana Kališová, premiéra: 23. února 2007, role: Paní Marchmontová
- 2008 Pierre-Augustin Caron de Beaumarchais: Figarova svatba, režie: Radek Balaš, premiéra: 24. dubna 2008, role: Marcelina
- 2009 Georg Büchner: Vojcek, režie: Daniel Špinar, premiéra: 9. dubna 2009, role: Katka
- 2009 Leo Birinski: Mumraj, režie: Ivan Rajmont, premiéra: 3. června 2009, role: Jekatěrina
- 2010 Friedrich Schiller: Marie Stuartovna, režie: Daniel Špinar, premiéra: 8. ledna 2010, role: Hana Kennedyová
- 2012 Noël Coward: To byla moje písnička!, režie: Petr Kracik, česká premiéra: 2. listopadu 2012, role: Dora
- 2013 Neil Simon: Vstupte!, režie: Martin Porubjak, premiéra: 25. ledna 2013, role: Ošetřovatelka
- 2013 Pavel Kohout podle Karla Hašlera: Hašler…, režie: Tomáš Töpfer, světová premiéra: 19. dubna 2013, obnovená premiéra: 18. října 2019, role: Garderobiérka – Hlasatelka
- 2013 Max Frisch: Andorra, režie: Martin Čičvák, premiéra: 13. září 2013, role: Matka
- 2015 Karel Čapek: Loupežník, režie: Tomáš Töpfer, premiéra: 6. února 2015, role: Profesorová
- 2015 Albert Camus: Caligula, režie: Martin Čičvák, premiéra: 4. listopadu 2015, role: Orestilla
- 2015 William Shakespeare: Romeo a Julie, režie: Juraj Deák, premiéra: 12. prosince 2015, role: Paní Monteková
- 2016 George Bernard Shaw: Pygmalion, režie: Juraj Deák, premiéra: 22. dubna 2016, role: Paní Eynsford-Hillová / Paní Higginsová
- 2017 František Langer: Periferie, režie: Martin Huba, premiéra: 26. května 2017, role: Paní
- 2017 Arthur Miller: Čarodějky ze Salemu, režie: Juraj Deák, premiéra: 20. prosince 2017, role: Paní Anna Putmanová
- 2019 Ingmar Bergman – Jan Vedral: Fanny a Alexandr, režie: Pavel Khek, česká premiéra: 8. března 2019, role: Paní Blenda Vergérusová, biskupova matka
- 2019 Friedrich Dürrenmatt: Návštěva staré dámy, režie: Jan Burian, premiéra: 6. září 2019, role: Illova žena
- 2020 Viktor Dyk: Zmoudření Dona Quijota, režie: Martin Čičvák, premiéra: 7. února 2020, role: Hospodyně
- 2022 Jiří Křižan – Martin Františák: Je třeba zabít Sekala, režie: Pavel Khek, premiéra: 8. dubna 2022, role: Marie, matka
- 2024 Tracy Letts: Srpen v zemi indiánů, režie: Petr Svojtka, premiéra: 22. března 2024, role: Mattie Fae Aikenová
- 2025 George Bernard Shaw: Pygmalion, režie: Juraj Deák, premiéra: 22. dubna 2016, role: Paní Higginsová

#### Studiová scéna
- 1998 Ingmar Bergman: Scény z manželského života, režie: Karel Kříž, česká premiéra: 5. března 1998, role: Marianne
- 2011 Michel Tremblay: Albertina, režie: Lucie Málková, česká premiéra: 18. března 2011, role: Madeleine

## Televize a film
- Silvestrovská překvapení
- Vzestup po šikmé ploše
- Bakaláři
- Jak překročit rubikon
- Cyklus operet
- Manželka Ronadla Sheldona
- Život na zámku
- Kriminálka Anděl
- Na lavici obžalovaných justice
- Stůj nebo se netrefím
- Soukromé pasti
- Soudce Alexandr
- Soudkyně Barbara
- Ulice (Eva Pěchoučková)
- a mnoho dalších…

## Dabing
- Brutální Nikita (Madeline)

## Ostatní zajímavosti
Dva roky pracovala jako hlasatelka v České televizi, v Ostravě konferenciérka. Spolupracovala také s ostravským rozhlasem. Je známá i jako profesorka na pražské konzervatoři, kde již okolo 8 let[kdy?] učí a připravuje budoucí herecké tváře českého nebe. Od dětství umí plynně německý jazyk a ruštinu. Hraje na klavír, má ráda hudbu, tanec, kulturu, alpinismus či řízení auta.